# Наленча
Наленча (пол. Nałęcza, нім. Nalentscha) — село в Польщі, у гміні Шамоцин Ходзезького повіту Великопольського воєводства.
Населення — 134 особи (2011).
У 1975-1998 роках село належало до Пільського воєводства.

## Демографія
Демографічна структура станом на 31 березня 2011 року:
|          | Загалом | Допрацездатний вік | Працездатний вік | Постпрацездатний вік |
| -------- | ------- | ------------------ | ---------------- | -------------------- |
| Чоловіки | 65      | 17                 | 45               | 3                    |
| Жінки    | 69      | 15                 | 44               | 10                   |
| Разом    | 134     | 32                 | 89               | 13                   |